# Сехемра
Сехемра — давньоєгипетський фараон, один з перших правителів XIII династії.